# Datan (cràter)
Datan és un cràter sobre la superfície del planeta nan Ceres, situat amb el sistema de coordenades planetocèntriques a 63.14 ° de latitud nord i 258.64 ° de longitud est. Fa un diàmetre de 60 km. El nom va ser fet oficial per la UAI el 21 de setembre del 2015 i fa referència a Datan, deïtat polonesa de llaurar la terra.